# Технік-сержант

Нашивка технік-сержанта Повітряних сил США з 1998 року

Нарукавний шеврон технік-сержанта (часів Другої світової війни)

Нарукавний шеврон технік-сержанта Корпусу морської піхоти США (з часів Другої світової війни до 1958 року)

Те́хнік-сержа́нт  (англ. Technical Sergeant) — військове звання сержантського складу Військово-повітряних силах США Збройних силах країни. В минулому також існувало військове звання технік-сержант в Армії США та Корпусі морської піхоти США.
У Військово-повітряних силах США це звання відноситься до шостого ступеня військової ієрархії (E-6), вище за військове звання штаб-сержант та нижче за військове звання майстер-сержант.
Військове звання технік-сержант існувало в Корпусі морської піхоти США до 1958 року. З 1941 до 1946 ранг був еквівалентний другому ступеню ієрархії разом з комендор-сержантом. З 1947 і до 1958 ранг технік-сержанта морської піхоти відносився до шостого рангу військових звань. Після реорганізації 1959 року звання виключили з системи.
В армії США звання технік-сержант було в період з Першої світової війни до 1948 року; згодом було перейменоване на сержант першого класу.